# 韩国的歌剧
随着文化交流和传播, 歌剧于20世纪初传入韩国。近年来, 韩国与国际歌剧市场同步推出了西区（伦敦） 和 百老汇等地的热门作品。许多一流的剧院和制片厂培养了许多歌剧歌手。 最近得到海外制作组认可的演员们也开始进军国际舞台。

## 历史
韩国歌剧的起源可以追溯到20世纪初，当时韩国开始引入西方文化，歌剧成为其中的一部分。韩国歌剧的发展经历了引进、本土化、繁荣等几个阶段。

### 引进阶段
歌剧于1948年1月首次被引入韩国，朱塞佩·威尔第’的茶花女 (歌劇) 以韩语版春熙'在首尔特别市市中心的市公馆剧院（现明洞剧院）上演。 韩国的歌剧演出以引进欧美经典剧目为主, 例如普契尼
的"图兰朵" 和 "波希米亚人"。

### 本地化阶段
在本地化阶段，韩国开始创作适合当地观众口味的歌剧作品，其中融入了韩国传统音乐元素。当韩国人在1950年制作春香时首次采用国际歌剧传统，他们选择了自己的故事。作曲家玄志明利用西方风格创作音乐和管弦乐编曲,并亲自指挥歌剧演出。 可以说，除了主题之外，一切都是国际性的。 当然，服装和布景都是韩国的。

### 繁荣阶段
韩国歌剧观众喜欢看 卡门, 茶花女 (歌劇), 和 波希米亚人, 但政府改变了策略，推广了原创歌剧。甚至连独立的原创歌剧创作计划也不例外。如今，许多年轻作曲家与编剧正筹划大型制作，这些项目由韩国文化体育观光部提供资金支持。越来越多的朝鲜民族开始欣赏歌剧，并拥有更多观看和参与歌剧演出的机会。

## 表演风格

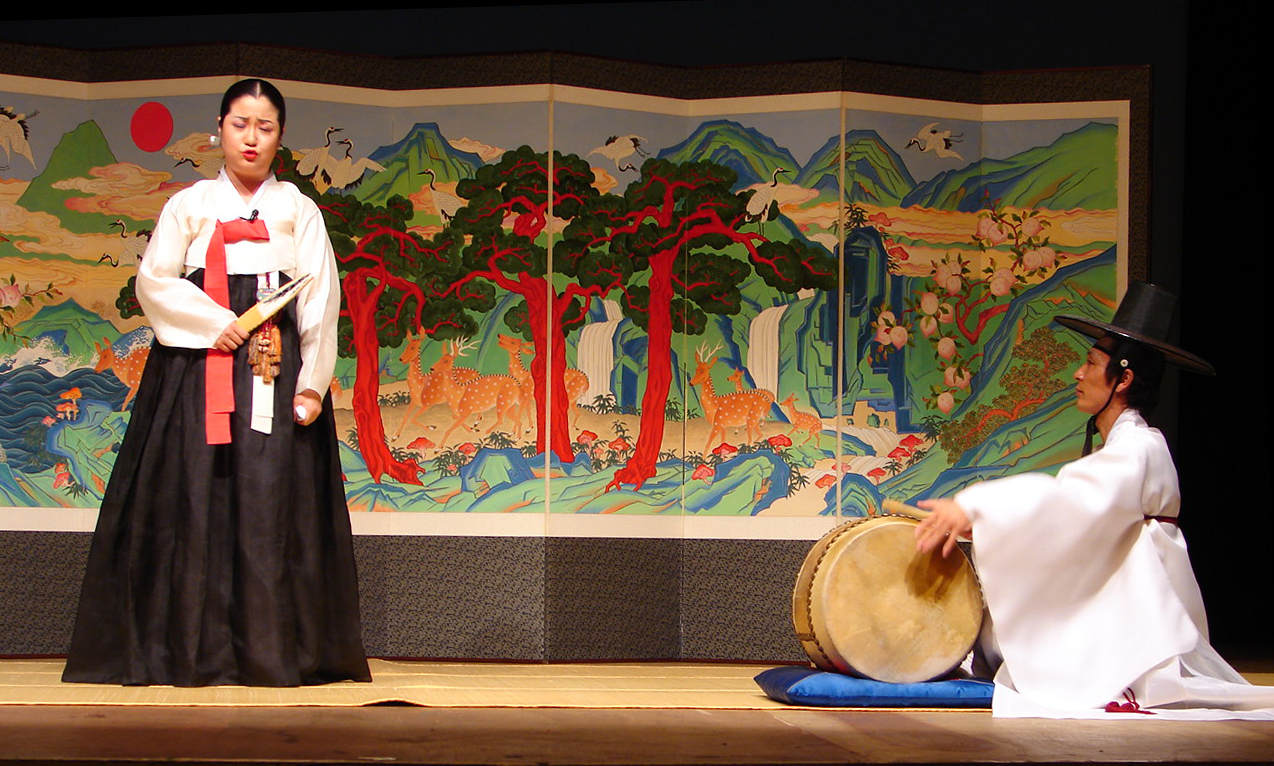
韩国传统说唱艺术——盘索里演出

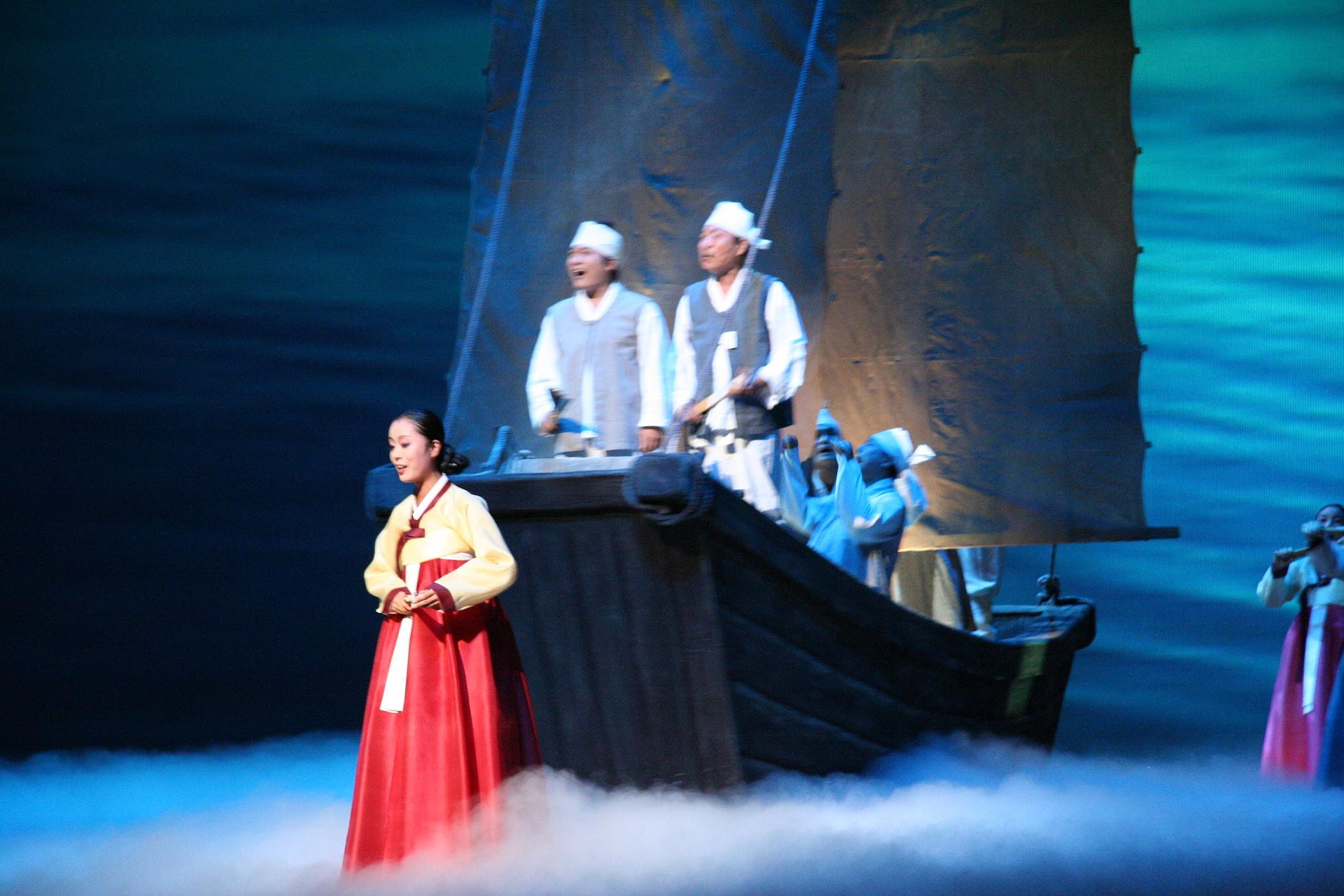
结合西方戏剧形式的唱剧演出

有两种不同的舞台类型，在当地也被称为“歌剧”。其中一种非常古老和传统，称为盘索里。另一种类型来自近百年前的古老时期，称为唱剧。
唱剧 是从 盘索里 讲故事 演变而来的一种歌剧形式。“唱”是“唱歌”，“剧”是“戏剧”。所以它就像 瓦格纳 一样是一种“音乐剧”。盘索里 是韩国传统民间说唱 艺术之一，其旋律细腻而悲伤，声音沙哑而深沉，充满了韩国民族精神和文化信仰。其表演形式为坐卧击鼓、站唱、边唱边说、歌唱为主。1964 年，韩国政府将盘索里指定为第五个重要非物质文化财产。 2003 年，联合国教科文组织将盘索里列入人类非物质文化遗产代表名录

## 韩国歌剧的特点

### 民族文化元素的融入
韩国歌剧的一个显著特点是融入了大量传统的韩国音乐元素，如韩国的国乐朝鲜半岛传统音乐以及韩国传统乐器如伽倻琴等。
这些元素让韩国的歌剧作品具有了与西方歌剧不同的独特魅力。

### 西方歌剧的影响与融合
尽管韩国歌剧有着深厚的民族文化背景，但其创作过程中也深受西方歌剧的影响。许多韩国歌剧在演唱技巧、管弦乐队配置和舞台设计上，都借鉴了西方歌剧的传统方式。

### 现代化创新
近年来，韩国的歌剧制作逐渐融入现代舞台艺术元素，如灯光设计、视频投影技术等，这些技术和手段的运用提升了观众的视觉体验，使得传统的歌剧表现形式更具现代感。

### 社会性与历史性主题
韩国歌剧经常选取具有强烈社会背景和历史深度的题材。许多作品围绕朝鲜历史、民族英雄或社会不公等议题展开，反映了韩国人民在历史长河中的奋斗和抗争。

## 现代韩国音乐剧的崛起

### 萌芽期（1960～1970年代）
20世纪60年代，受美国音乐剧电影的影响，韩国开始尝试本土音乐剧创作。1965年，韩国第一部原创音乐剧《捕虾》在国立剧场上演。随后，Yegreen乐团创作了《悄悄到来》《花先生花先生花先生》等作品，融合韩国传统题材与西方音乐剧形式，奠定了韩国音乐剧的基础。 

### 成长期（1980～1990年代）
1980年代，韩国引进了多部西方音乐剧，如耶稣基督万世巨星等，提升了观众对音乐剧的认知。1994年，学田剧团改编德国Grips-Theater的作品，推出《地铁一号线》，成为韩国原创音乐剧的代表作之一。

### 产业化时期（2000年代）
自2000年引进歌剧魅影 (音乐剧)起，韩国通过购买版权并进行跟摸索出一套科学的音乐剧制作方法，包括灯光、音效等硬件设备的操作，也包括培养专业演员（如申成禄）和制作团队，形成成熟的音乐剧产业链。加上音乐剧本身自带娱乐、歌舞、互动的“偶像光环”，音乐剧在韩国也成了除了影视剧和偶像团体外，又一出产巨星的艺术门类。此后，猫 (音乐剧)《芝加哥》《妈妈咪呀！》等作品相继上演，韩国音乐剧市场迅速扩大。政府也出台政策支持原创音乐剧的发展，推动了产业的繁荣。 2022年市场规模达4000亿韩元，占韩国演出行业的75%。

### 国际化与多元化（2010年代至今）
2010年，韩文版《莫扎特》上演，开启了音乐剧明星效应时代。韩国音乐剧不仅引进国外作品，还将本土原创作品如《洗衣》《寻找金钟旭》
输出到日本、美国、中国等国家，展现了韩国音乐剧的国际影响力。

## 韩国国立歌剧院
韩国国立歌剧院是韩国历史悠久的歌剧机构，致力于推动韩国文化、艺术和歌剧的发展。剧院创作了大量具有创造力的歌剧作品，反映了韩国人的情感和文化需求。同时，剧院也引进海外剧团演出的经典歌剧和新锐作品，提升了韩国观众的艺术体验。为了提高韩国歌剧的水平，剧院与世界知名的指挥家、导演、舞台艺术家和歌唱家进行了广泛合作，促进了东西方艺术风格的交流。

## 政府支持与产业政策
韩国政府高度重视文化产业的发展，制定了多项政策支持音乐剧产业化。1988年，韩国确立了“文化立国”的发展方针，设立文化产业基金会，专门管理和资助文化产业。2000年，颁布《文化产业振兴基本法》，鼓励文化产品的出口，并提供翻译和制作费用的补助。2009年，韩国政府将文化产业指定为绿色增长产业，进一步加强对文化产业的支持。2012年，文化观光部发布“支援原创音乐剧事业计划”，每年资助原创音乐剧和“进军海外”的大型公演作品，推动韩国音乐剧走向国际。

## 韩国歌剧作品

### 《红色的莲花》
首演年份：2001年
导演与编剧：崔济元

简介：这部歌剧灵感来源于韩国传统民间传说和历史事件，讲述了朝鲜王朝时期一位女性为保卫国家的爱与牺牲。作品不仅结合了韩国传统的音乐和舞蹈，还展示了西方歌剧的宏大场景和音乐技巧，是一部体现民族情感的歌剧。

### 《夜之歌》
首演年份：2010年
作曲与编剧：金东贤
简介：该歌剧通过讲述一位孤独的女性在夜晚与过去情感的对话，展现了传统韩国民乐与西方歌剧相结合的风格。歌剧在舞台上运用了大量的伽倻琴和长鼓等传统乐器，使其具有浓郁的民族特色。

### 《韩江之水》
首演年份：2015年
作曲与编剧：李春九
简介：这部歌剧通过歌颂韩江的美丽和生命力，表现了韩国人民的坚韧精神。剧本通过融合韩国的传统故事和现代化元素，探讨了人与自然、历史与文化之间的关系。

### 《千年之约》
首演年份：2006年
作曲与编剧：李东沅
简介：这部歌剧讲述了一个跨越千年的爱情故事，融合了韩国传统音乐与现代歌剧风格。通过叙述爱情与时光的主题，歌剧探讨了文化、爱情与命运的交织，并强调了历史遗产在当代社会中的意义。

### 《离骚》
首演年份：2018年
作曲与编剧：金东贤
简介：灵感来自中国古代文学经典《离骚》，这部歌剧以韩国独特的方式呈现了东方诗意与哲理的结合。它融合了中国古典音乐和韩国的传统元素，在舞台表现和音乐形式上都做出了创新，体现了两国文化的相互影响。

### 《爱情的力量》
首演年份：2017年
作曲与编剧：郑炳锡
简介：这是一部关于爱情、背叛和牺牲的现代歌剧。它讲述了一对恋人在战争和社会变革中的命运，融合了现代音乐与传统民间歌谣，展现了韩国歌剧如何将现代情感与传统艺术形式结合。

## 与国际的联系

### 歌剧走向国际化
韩国原创歌剧《尹东柱》（Opera Yun Dong-ju）由音乐剧作曲家黄成坤（Hwang Sung‑gon）基于诗人尹东柱的诗歌与生平创作。该歌剧于2014年在日本首演，随后在中国与法国等国家陆续上演。

该剧于2015年在美国洛杉矶迪士尼音乐厅由 LAKMA 演出，反响热烈；同时，也在日本及中国等地巡演，深化国际影响力。

### 演员的国际足迹
曹秀美（Sumi Jo）
南韩著名女高音歌唱家赵秀美在欧美主要歌剧院拥有广泛演出经验，并获得多个国际奖项。
她自1980年代起活跃于欧洲顶尖歌剧舞台，包括皇家歌剧院、巴黎歌剧院、大都会歌剧院（Met）等。同时也是第一位在欧洲区域歌剧院频繁演出的亚洲女高音，其演出引起国际关注 。她还积极在世界各地举办独唱会，并于2019年受意大利政府授予“意大利之星”勋章，以表彰其推动韩意文化交流的杰出贡献.

洪慧京
1959年7月4日出生，是韩国裔美籍抒情女高音歌唱家。她曾在茱利亚音乐学院学习，并于1984年在大都会歌剧院首演。她事业长盛，在大都会歌剧院演出超过400场，被誉为首位在该剧院演出重大角色的亚洲女高音.

### 国际歌剧节
大邱国际歌剧节节始于2003年，是韩国最重要的国际歌剧节之一，也成为亚洲地区规模最大的国际歌剧节。节日期间，大邱歌剧院会演出多个国际大制作，包括经典剧目如《卡门》《茶花女 (歌劇)》《奥赛罗》《魔笛》等。